# Camila Cabello
Karla Camila Cabello Estrabao (3 de marzo de 1997) es una cantante, compositora y actriz cubana y mexicana. Saltó a la fama por haber sido miembro del grupo musical femenino Fifth Harmony, del que se separó en diciembre de 2016.
Hija de padres cubanomexicanos, paso sus primeros años en Ciudad de México y después de un tiempo se mudó con su familia a Miami; adquirió la ciudadanía estadounidense en 2008. A los 15 años, participó en la segunda temporada del programa The X Factor en 2012, donde audicionó. Aunque inicialmente se presentó como solista, fue seleccionada junto a otras concursantes (Ally Brooke, Normani, Dinah Jane y Lauren Jáuregui) para formar un grupo llamado LYLAS, que luego pasaría a llamarse Fifth Harmony.
Aunque no ganaron la competencia, el grupo firmó un contrato discográfico conjunto con el sello Syco Records de Simon Cowell y el sello Epic Records de L. A. Reid. El grupo lanzó varios álbumes y sencillos, entre los que destacan «Boss», «Sledgehammer», «Worth It», «I'm in Love with a Monster», «Work from Home», «All In My Head (Flex)» y «That's My Girl», los cuales obtuvieron reconocimiento comercial a nivel internacional.
Como solista, Cabello lanzó en 2015, un dúo con el cantante canadiense Shawn Mendes titulado «I Know What You Did Last Summer». La canción alcanzó el número veinte en los Estados Unidos y el número dieciocho en Canadá y fue certificada platino por la Recording Industry Association of America (RIAA) de Estados Unidos. En 2016, lanzó un segundo sencillo con el rapero estadounidense Machine Gun Kelly titulado «Bad Things», que alcanzó el cuarto puesto en el Billboard Hot 100 de los Estados Unidos. En 2017, lanzó el sencillo titulado «Havana», siendo este la canción principal de su álbum debut Camila. El mismo logró posicionarse en el primer puesto del Billboard Hot 100 en Estados Unidos,convirtiéndola en la primera cantante mexicana en lograrlo y en la tercera cubana, solo detrás de Gloria Estefan y Nayer. Además, el sencillo alcanzó la cima en varios países, incluyendo Canadá, Australia y el Reino Unido. Además de posicionarse en el top 10 en numerosos países, el sencillo fue certificado oro y platino en catorce países.
En enero de 2018, Cabello sacó a la venta su álbum debut Camila, que debutó en el número uno en Canadá y en el Billboard 200 en Estados Unidos. El álbum pop influenciado por la música latina fue bien recibido por la crítica y obtuvo una certificación platino de la RIAA. El dueto de Cabello con Mendes en 2019, «Señorita», se convirtió en su segundo sencillo en encabezar el Billboard Hot 100. Su segundo álbum de estudio, Romance (2019), alcanzó el puesto número tres en la lista Billboard 200 y el número uno en Canadá.
En 2021, Cabello hizo su debut como actriz, interpretando al personaje principal de la película Cinderella. Cabello lanzó su tercer álbum de estudio Familia el 8 de abril de 2022, y el sencillo principal «Don't Go Yet» se lanzó en julio de 2021 junto con el anuncio del título del álbum. Cabello ha acumulado miles de millones de transmisiones en plataformas de música y «Havana» se convirtió en el sencillo digital más vendido de 2018, según la Federación Internacional de la Industria Fonográfica (IFPI). Los numerosos reconocimientos de Cabello incluyen dos Premios Grammy Latinos, cinco premios American Music Awards y un Billboard Music Awards. En octubre de 2021, «Havana» fue certificado diamante por la RIAA, convirtiendo a Cabello en la primera y única mujer latina y de habla hispana en recibir esta certificación.
En 2024, Cabello lanzó su cuarto álbum de estudio, «C,XOXO», un proyecto que explora géneros como el hyperpop, hip-hop y pop experimental. Incluye colaboraciones con artistas como Playboi Carti, Lil Nas X y Drake.El álbum aborda temas de amor, autodescubrimiento y empoderamiento, reflejando la evolución personal y artística de Cabello. A pesar de recibir críticas mixtas, el álbum ha sido bien recibido por su originalidad y producción. El sencillo «I Luv It» destacó, alcanzando el puesto 81 en el Billboard Hot 100.

## Biografía

### 1997-2013: primeros años

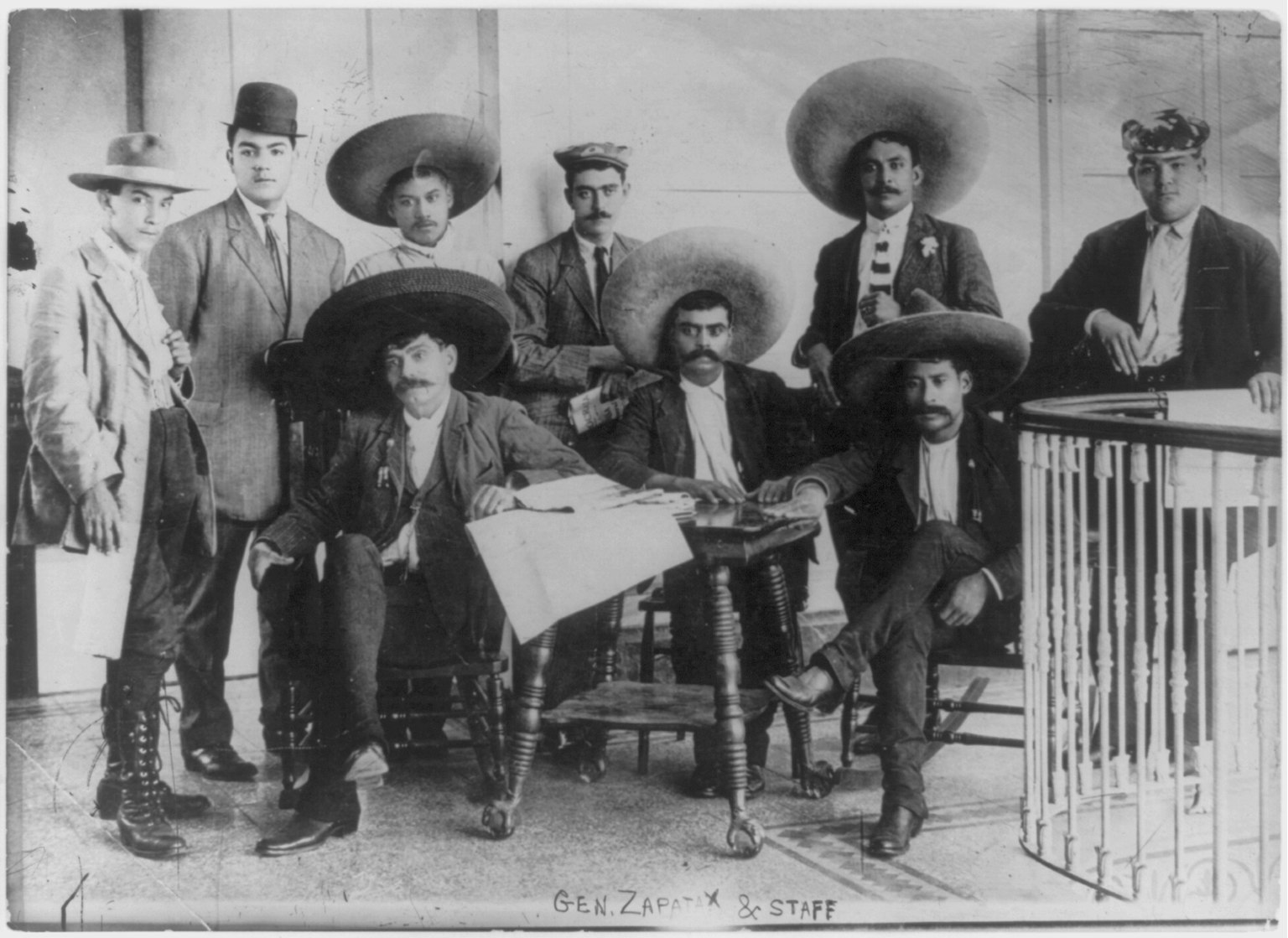
Su tatarabuelo Próculo Capistrán (sentado derecha) posando para una foto junto a Emiliano Zapata (en medio), Eufemio Zapata (izquierda), y otros revolucionarios, c. 1911.

Karla Camila Cabello Estrabao nació el 3 de marzo de 1997. Ella misma ha contado que nació en Cojímar, en el distrito Habana del Este de La Habana, Cuba; aunque existen registros emitidos en México días después de su nacimiento que la señalan como nacida en la Alcaldía Benito Juárez de la Ciudad de México. Es hija del mexicano Alejandro Cabello Capistrán, y de la cubanomexicana Sinuhe Estrabao Rodríguez. Su padre nació en la Ciudad de México, y después de conocer a su madre, se mudó a Cuba. Tiene una hermana menor llamada Sofía. Su tatarabuelo fue Próculo Capistrán, un militar que combatió en la Revolución mexicana junto a Emiliano Zapata, desempeñándose como general revolucionario al servicio de este.Camila fue criada y cursó sus primeros años escolares en la Ciudad de México, aunque también pasó algunas temporadas en Cuba. Camila tiene nacionalidad mexicana y se identifica así misma como "cubanomexicana", y ocasionalmente simplemente como "mexicana".Ella misma ha manifestado su interés en ser considerada también como mexicana, desmintiendo la idea de que su identidad se limite únicamente a lo cubano.   

México, aquí se conocieron mi mamá y mi papá, así que sin esta ciudad yo no existiría... Esta noche estoy en mi casa... Hablan mucho de la parte de mí que es mitad cubana. Pero que no se les olvide que también soy muy, muy mexicana... 

- Cabello para sus fanáticos en el Festival Hera HSBC 2024, en Ciudad de México. 

Cuando Cabello tenía seis años, se mudó a Miami, Florida con su madre cruzando la frontera de México a los Estados Unidos y tomando un viaje en autobús de la sede  Greyhound de 36 horas con destino a Miami, esto después de esperar solo un día en la frontera antes de que se le concediera el permiso para entrar a los Estados Unidos. Su madre le dijo a Cabello que irían a Disneyworld para incentivarla a irse a los Estados Unidos; se mudaron a la casa de una colega del abuelo de Cabello, que más tarde se convirtió en su madrina. Ya afincadas allá, la madre de Cabello empezó a tomar cursos nocturnos para poder aprender inglés. El padre de Cabello no pudo obtener una visa en ese momento y tuvo que esperar aproximadamente 18 meses para poder reunirse con ellas, donde al llegar comenzó a trabajar lavando autos frente a un centro comercial llamado Dolphin Mall. La mamá de Cabello, quien era arquitecta con un título en Cuba, trabajaba en la tienda departamental Marshalls apilando zapatos, antes de que otras dos mujeres cubanas se le acercaran en el trabajo y le dijeran que tenían un hermano que trabajaba como arquitecto y necesitaba a alguien que supiera utilizar AutoCAD; la madre de Cabello aprendió a usar el programa en una semana, y con ello logró ganar suficiente dinero para mudarse a un departamento con su hija. Sus padres finalmente formaron una empresa de construcción que bautizaron con el nombre de ella y de su hermana. Cabello adquirió la ciudadanía estadounidense en 2008.
Asistió a la escuela secundaria Miami Palmetto High, pero la abandonó durante el año escolar 2012-2013 cuando estaba en noveno grado para perseguir una carrera como cantante. Más tarde obtuvo su diploma de escuela secundaria.

## Carrera

### 2013-2016:The X Factory Fifth Harmony
Cabello pasó las pruebas para The X Factor en Greensboro, Carolina del Norte. Primero pasó el casting con los productores del programa y consiguió la llamada donde le dijeron que podía hacer una audición para los jueces como alternativa, significando que si después del espectáculo había tiempo ella podría pasar. Su audición no fue transmitida porque The X Factor no tenía los derechos de la canción «Respect» de Aretha Franklin. Recibió un sí de todos los jueces y avanzó al bootcamp. Cabello cantó «Back to Black» de Amy Winehouse, durante la primera ronda del bootcamp, aunque esta presentación no se mostró en televisión. En la ronda final del bootcamp, Cabello se enfrentó a la concursante Jordan Shane con la canción «Your Song» de Elton John. Fue eliminada, pero más tarde fue llamada de vuelta al escenario junto con Dinah Jane, Ally Brooke, Lauren Jauregui y Normani Kordei para formar el grupo femenino que más adelante se conocería como Fifth Harmony, clasificándose así para la categoría «Grupos». Durante la etapa de las Casas de los Jueces, las chicas cantaron «Impossible» de Shontelle y fueron seleccionadas para las galas en directo, siendo apadrinadas por Simon Cowell. Ellas firmaron un acuerdo conjunto con Syco Music, propiedad de Simon Cowell y Epic Records, sello discográfico de L.A. Reid, después de terminar en tercer lugar en el show.
El 22 de octubre de 2013, lanzaron al debut de su EP Better Together. En la primera semana alcanzó el puesto número 6 en la lista estadounidense Billboard 200. Su primer sencillo «Miss Movin' On» entró en la lista de Billboard Hot 100 y fue certificado oro en los Estados Unidos. Al año siguiente, el vídeo ganó el premio en la categoría "the artist to watch" en los MTV Video Music Awards. El grupo lanzó su primer álbum de estudio titulado Reflection en febrero de 2015, debutando en el número cinco en el Billboard 200 y número uno en Billboard Digital Albums. El álbum fue certificado oro en Estados Unidos por RIAA y doble platino en Brasil. El álbum incluye los sencillos «BO$$», «Sledgehammer» y «Worth It», todos certificados platino. El último logró la certificación de triple platino en los Estados Unidos y alcanzó el top 10 en 13 países. El 27 de mayo de 2016 el grupo lanzó su segundo álbum titulado 7/27, que debutó en el puesto número 4 de la lista Billboard 200, El álbum fue certificado oro en Estados Unidos por RIAA, en Polonia también fue certificado oro y platino en Brasil. «Work from Home» fue el sencillo principal de su segundo álbum 7/27 y se convirtió en el primer top 10 del grupo en el Billboard Hot 100.

### 2016-2017: salida del grupo yCamila
El 18 de diciembre de 2016, finalizando el recorrido del Jingle Bell Y100, se publicó en la cuenta oficial del grupo Fifth Harmony, un comunicado informando la salida de Cabello de la agrupación. Según informó la revista Billboard, Cabello ya se encontraba trabajando en su primer álbum que estaba programado para salir a la venta a mediados del verano de 2017. Ese mismo año, la revista Time la incluyó en su lista de «Los 30 adolescentes más influyentes de 2016».
El 25 de enero de 2017, se filtró en internet la colaboración «Love Incredible» junto al DJ y productor noruego Cashmere Cat, finalmente el 16 de febrero de 2017 fue lanzada a la venta como tercer sencillo del álbum debut del productor titulado 9. El 10 de marzo de 2017 se lanzó a la venta la versión en español del tema «Hey Ma», colaboración realizada junto a los cantantes Pitbull y J Balvin, incluida en la banda sonora de la película The Fate of the Furious. El 6 de abril de 2017 se lanzó a la venta la versión en inglés. El tema fue interpretado por primera vez en vivo en la entrega de los MTV Movie & TV Awards 2017. Más tarde, la canción fue nominada en los Premios Grammy Latinos en la categoría mejor canción urbana.

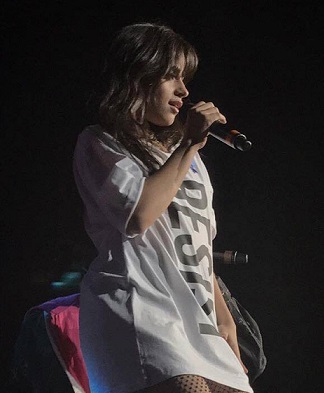
Cabello durante el concierto de beneficencia ACLU en el Centro Staples, 2017.

El 19 de mayo de 2017, publicó su primer tema como solista titulado «Crying in the Club», compuesto por ella misma junto con la cantante australiana Sia y el compositor Benny Blanco. El mismo día se llevó a cabo el estreno del video musical en su cuenta oficial en Vevo. Fue dirigido por Emil Nava e incluyó en sus primeros minutos el tema «I Have Questions», incluido también en su primer álbum de estudio. Poco después, realizó la primera presentación del sencillo en vivo en la entrega de los Billboard Music Award de 2017. Previamente considerado el primer sencillo de su álbum debut, durante una entrevista con la radio Fresh 102.7, Cabello confirmó que el tema no sería incluido en su álbum debut.
El 1 de junio de 2017 se lanza la colaboración «Know No Better» junto a Major Lazer, Travis Scott y el rapero Quavo, cuarto sencillo del álbum Music Is the Weapon y el EP Know No Better. El 26 de junio de 2017 se anunció su participación como acto de apertura en la gira 24K Magic World Tour del cantante estadounidense Bruno Mars, solo para Estados Unidos, llevado a cabo del 20 de julio al 22 de agosto.
El 3 de agosto de ese mismo año, se publicaron dos temas promocionales titulados «Havana» en colaboración con el rapero Young Thug, y «OMG» en colaboración con el rapero Quavo. Días después, Cabello confirmó en sus redes sociales a «Havana» como primer sencillo de su álbum debut Camila. Como parte de su promoción, Cabello se presentó en el programa estadounidense The Tonight Show Starring Jimmy Fallon interpretando por primera vez una versión solo del sencillo. El 20 de agosto, se presenta en el Festival Billboard Hot 100 2017 interpretando sus sencillos y temas aún no lanzados a la venta. Al finalizar la noche, se unió a la presentación de la banda Major Lazer para interpretar por primera vez en vivo «Know No Better».
El 15 de noviembre de 2017 participó en el homenaje organizado por la Academia Latina de Artes y Ciencias de la Grabación al cantante español Alejandro Sanz galardonado como personalidad del año, donde interpretó el tema «Quisiera ser» junto al cantante colombiano Juanes. El 30 de noviembre, Cabello se presentó en los Premios Billboard Women in music donde, además de recibir el premio revelación por su carrera como solista, interpretó por primera vez la versión acústica de «Havana».
El 12 de enero de 2018, publicó su álbum debut Camila. Cabello señaló que el cambio del nombre del álbum, antes The Hurting. The Healing. The Loving, a Camila se debió a que «Decidí llamarlo por mi nombre, porque aquí es donde terminó este capítulo de mi vida, comenzó con la historia de otra persona, terminó cuando encontré mi camino de regreso a mí misma».
El 14 de diciembre de 2017 Cabello lanzó a la venta el tema «Crown» junto al dúo Grey, incluido en la banda sonora titulada Bright: El Álbum de la película original de Netflix del mismo nombre.

### 2018-2020: Never Be the Same Tour yRomance
El 14 de febrero de 2018, Cabello anunció, a través de sus redes sociales, el póster oficial de la gira Never Be the Same Tour donde se desvelaban las primeras 20 fechas de la gira, 16 en Norteamérica y 4 en Europa. Poco después, se anunciaron nuevas fechas en Europa a ser celebradas en el mes de junio.
El 1 de marzo de 2018 se anunció que Cabello sería el acto de apertura de la gira de la cantante Taylor Swift titulada Taylor Swift's Reputation Stadium Tour.
El 31 de mayo de 2018 se publicó el video musical del sencillo «Girls like you» de la banda Maroon 5 junto a la rapera Cardi B en el cual Cabello participó, formando parte del grupo de mujeres invitadas como actrices, activistas y demás.
El 16 de agosto de 2018 se lanzó a la venta la versión remix del sencillo «Real Friends» a dueto con el rapero Swae Lee y en octubre sale el video de «Consequences» protagonizado por ella misma y Dylan Sprouse.
El 21 de junio de 2019, lanzó «Señorita» junto al canadiense Shawn Mendes, junto con el video musical. La canción debutó en el número 2 en la lista Billboard Hot 100 de Estados Unidos. En agosto, subió a la posición número uno, convirtiéndolo en el segundo sencillo de Cabello en encabezar la lista Hot 100 como artista principal. Tras el lanzamiento, los cantantes confirmaron que son pareja.
El 1 de septiembre de 2019, publicó un vídeo en Instagram, dando pistas de su próximo proyecto titulado Romance; dos días después, anunció las dos primeras canciones «Shameless» y «Liar», lanzadas el 5 de septiembre. El 4 de octubre, estrenó «Cry for Me» como el tercer sencillo de la producción, seguido por «Easy» publicada el 11 de octubre. Cabello presentó por primera vez estas dos últimas canciones en el programa Saturday Night Live, el 12 de octubre de 2019. El 15 de noviembre, se lanzó «Living Proof» junto con la preventa del disco y la descarga de los últimos cuatro sencillos lanzados anteriormente. El 12 de febrero de 2020, estrena el tema «My Oh My», una colaboración con el rapero DaBaby en Romance.

### 2021-presente:Cinderella; y tercer álbum de estudioFamilia
El 23 de julio de 2021 la cantante lanza al mercado «Don't Go Yet», el primer sencillo de su tercer álbum de estudio Familia, anunciado con el lanzamiento del sencillo.
El 15 de octubre de 2021, Cabello estrena «La buena vida», de Familia, durante la NPR de Tiny Desk Concert.
El 29 de octubre de 2021, Cabello lanza «Oh Na Na» con Myke Towers y Tainy.
Forbes nombró a Familia como uno de los álbumes pop más esperados del 2022. Cabello, también hizo una colaboración con María Becerra para 2022, 
la cual lleva por nombre Hasta los dientes.
A principios de septiembre, Cabello interpretó «Don't Go Yet» en el BCC Live Lounge. también hizo una versión «Good 4 U» de Olivia Rodrigo que más tarde fue nominado para un iHeartRadio Music Award.
El 3 de septiembre de 2021, Cabello apareció en una adaptación de Cinderella, que se estrenó en cines selectos y digitalmente en Amazon Prime Video. Cinderella fue la película en streaming más vista durante el fin de semana, así como la película musical más vista hasta el momento (2021). La película recibió críticas mixtas, en su mayoría favorables con respecto a la  actuación de Cabello. Richard Roeper del Chicago Sun-Times le dio a la película 3 de 4 estrellas y elogió a Cabello por su actuación, diciendo que «tiene una verdadera habilidad para la comedia»., e IndieWire comentó: «En su debut cinematográfico, la estrella del pop crea una actuación encantadora en un cuento de hadas que se cuenta con frecuencia». En una entrevista con The One Show en julio, Cabello dijo que le gustaría seguir actuando.
El 3 de noviembre de 2021, Cabello lanzó en Amazon, «I'll Be Home for Christmas». Dicha canción alcanzó el número dos en el Bubbling Under Hot 100, antes de alcanzar el número 71 en el Billboard Hot 100, siendo la versión con las listas más altas hasta la fecha en el Hot 100. También alcanzó el puesto número 58 en el Holiday 100 de Billboard, y el número 24 en la UK Singles Chart, lo que marca el decimotercer éxito top 40 de Cabello en el Reino Unido. Cabello interpretó el sencillo en el especial Michael Bublé's Christmas in the City en NBC.
El 6 de diciembre de 2021, se anunció que Camila Cabello abrirá conciertos para Coldplay durante la etapa latinoamericana de su gira Music of the Spheres World Tour en septiembre de 2022, se espera que abra para ellos en Colombia, Perú y Chile. También está programada para presentarse en Rock in Rio ese mismo mes.
El 21 de febrero de 2022, Camila anunció que su colaboración con Ed Sheeran titulada «Bam Bam» llegaría el 4 de marzo de 2022. La canción fue lanzada ese día, acompañada de un video musical. Cabello estrenó la canción con una actuación en The Late Late Show with James Corden el día del lanzamiento. Cabello y Sheeran interpretaron «Bam Bam» juntos por primera vez en vivo en el concierto benéfico Concert For Ukraine en el Resorts World Arena en Birmingham.
El 8 de abril de 2022, se lanzó Familia y se acompañó de una 'actuación inmersiva' de un concierto virtual de TikTok titulado Familia: Welcome to the Family. Familia recibió críticas positivas de los críticos, con NME, The Guardian y Rolling Stone dándole 4/5 estrellas. Nick Levine, que revisó positivamente para NME, calificó el álbum como «el álbum más rico y convincente [de Cabello] hasta el momento», habiendo profundizado en su herencia y psique. En una reseña similar, el crítico de Rolling Stone, Tomás Mier, escribió que el álbum es «un mosaico imperfecto pero revelador de la herencia cubano-mexicana de Cabello». Si bien señaló que los múltiples cambios de estilo eran bastante desorientadores, Mier elogió las letras crudas y honestas del álbum, comparándolas con la lectura del diario de Cabello. En una reseña para The Guardian, Alim Kheraj elogió los vibrantes motivos latinos del álbum, «honesto y tarareando con intención artística», y señaló el tema recurrente de «autosabotaje y paranoia».
El 9 de mayo de 2022, se anunció que Cabello abrirá la ceremonia de apertura de la final de la UEFA Champions League 2021-22, entre el Liverpool FC y el Real Madrid CF, siendo la cuarta artista femenina en presentarse en finales similares, tras Alicia Keys en la final de 2016, Dua Lipa en 2018 y Selena Gómez en 2021.

## Influencias musicales
Cabello es principalmente una cantante de pop y R&B, influenciada por la música latina. Ella incorporó elementos de reguetón, hip hop y dancehall en su primer álbum. Al crecer, Camila escuchó artistas como Alejandro Fernández, Gloria Estefan y Celia Cruz. Para su primer disco se inspiró en artistas latinos contemporáneos como Calle 13 y J Balvin, y en la composición de Ed Sheeran y Taylor Swift. También ha citado a Michael Jackson, a Rihanna y a Shakira como sus inspiraciones.

## Otras actividades

### Productos y promociones
En mayo de 2017 se anunció que Cabello sería la nueva cara de la marca internacional Guess?. El 30 de julio de 2017 se anunció que se convertiría en una de las artistas en representar a la empresa de cosméticos y belleza L'Oréal. En agosto de 2017 se anunció que sería también la nueva cara de la empresa de calzados estadounidense Skechers.
En julio de 2018 se puso a la venta la primera colección de cosméticos junto a L'Oréal y diseñada por Cabello llamada «Havana», la misma cuenta con 14 piezas de maquillaje de edición limitada. Durante una entrevista con Kristina Rodulfo para la revista Elle Cabello describió el proceso de creación de los productos asegurando: «creo que la mejor parte fue involucrarse en el proceso de selección de los nombres y las sombras y los colores y el diseño del empaque. Simplemente sentí que era muy divertido hacer productos que usaría. Las muestras que tenía, las uso en mí ahora. Era importante para mí que funcionaran bien en diferentes tipos de tonos de piel porque eso es realmente importante para mí, y siento que todos mis fanáticos podrán usarlo y amarlo».

### Composición
Cabello se ha caracterizado por interpretar los temas que compone (cantautora), en 2013 Cabello coescribió los temas «Who are you» y «Me & my girls» para el primer EP de la agrupación Fifth Harmony titulado Better Together. En 2015 lanza su primer material como solista, formando parte aún de Fifth Harmony, en colaboración con Shawn Mendes titulado «I Know What You Did Last Summer» para el álbum Handwritten Revisited, compuesto por ambos artistas junto a Ido Zmishlany, Noel Zancanella y Bill Withers. Al siguiente año compone el tema «Bad Things» junto a Machine Gun Kelly y Madison Love, Tony Scalzo, Joe Khajadourian y Alex Schwartz, para el álbum del rapero titulado Bloom. En 2018 el sencillo recibió el premio canción en los BMI Pop Awards organizados por la organización de derechos de distribución de compositores y músicos Broadcast Music, Inc.
Luego de su separación del grupo, el 17 de febrero de 2017 lanzó «Love Incredible» en colaboración con el DJ Cashmere Cat compuesta por Cabello y Magnus August Høiberg, Benny Blanco y Sophie Xeon para el álbum 9. El 10 de marzo de 2017 se lanzó la colaboración «Hey Ma» con Pitbull y J Balvin, la misma fue compuesta por Cabello junto a Armando Christian Pérez, José Balvin, Jamie Sanderson, Tinashe Sibanda, Philip Kembo, Soaky Siren y Johnny Yukon. Gracias a la colaboración Cabello recibió su primera nominación a los Premios Grammy Latinos como mejor canción urbana.
Como parte de su debut solista el 19 de mayo de 2017 lanzó el que sería el primer sencillo de su álbum titulado «Crying in the Club» compuesta por la misma junto a la cantante australiana Sia Furler, Benny Blanco, David Frank, Steve Kipner y Pamela Sheyne. El 22 de mayo se lanzó a la venta la balada «I Have Questions» compuesta por Cabello junto a Jesse Shatkin y Bibi Bourelly. El 1 de junio se lanzó el sencillo «Know No Better» junto a Major Lazer, Travis Scott y Quavo, incluida en el Know No Better EP, compuesta por Cabello junto a Brittany Hazzard, Quavious Marshall, Jacques Webster también conocido como Travis Scott, Henry Allen y Thomas Pentz. El 3 de agosto de 2017 se lanzó a la venta el tema «OMG», Cabello compuso el tema junto a la cantante inglesa Charli XCX, el rapero Quavo y los compositores Noonie Bao, Alexandra Yatchenko, Tor Erik Hermansen y Mikkel Storleer Eriksen. En diciembre de 2017 compone, junto a Sarah Aarons y el dúo Grey formado por los hermanos Kyle Trewartha y Michael Trewartha, el sencillo «Crown» incluido en la banda sonora Bright: The Album.
En enero de 2018 se lanzó a la venta su álbum debut Camila el cual contenía diez temas compuestos por Cabello junto a otros compositores y cantantes como Pharrell Williams, Ryan Tedder y Noonie Bao, entre otros, incluyendo sus sencillos «Havana» y «Never Be the Same».

## Filantropía
El 28 de febrero de 2016, Cabello anunció que se había asociado con Save the Children para diseñar una camiseta «Love Only» de edición limitada, para ayudar a concienciar sobre cuestiones relacionadas con el acceso igualitario de las niñas a la educación, la atención a la salud y las oportunidades de éxito. En junio de 2016, Cabello ayudó a crear el sencillo de caridad «Power in Me», con el productor Benny Blanco y los miembros de la organización de arte sin fines de lucro OMG Everywhere.
En septiembre de 2017, Cabello se une a la campaña No moment for silence impulsada por Spotify, la cual realizó un playlist con mensajes grabados por distintos artistas tras el anuncio de finalización del programa Acción Diferida para los Llegados en la Infancia (DACA) por parte de la administración del presidente Donald Trump.
El 6 de octubre de 2017 se lanzó a la venta el tema «Almost Like Praying», creada por el cantante Lin-Manuel Miranda, interpretada por Cabello junto a otros artistas como Marc Anthony, Gloria Estefan, Luis Fonsi y demás. El dinero recaudado fue donado a la organización sin fines de lucro Hispanic Federation y su programa Unidos Disaster Relief & Recovery destinada a ayudar a los damnificados del Huracán María que azotó la isla de Puerto Rico.
El 22 de marzo de 2018 Cabello visitó a los niños de la Fundación Childrens Health en Miami. El 2 de mayo de 2018 se presentó en el concierto realizado por la ex primera dama Michelle Obama como parte de su campaña Better make room que tiene por objetivo celebrar la educación.
El 12 de julio de 2018 confirmó en sus redes sociales que una parte de las ganancias del concierto que brindará el 23 de octubre en Puerto Rico como parte de Never Be the Same Tour serán donados a la organización sin fines de lucro Save the Children que ayudará a los damnificados del Huracán María. Al día siguiente participó del programa de radio titulado Seacrest Studios de Ryan Seacrest, llevado a cabo en el Hospital de niños de Filadelfia y que forma parte de los trabajos realizados por la fundación The Ryan Seacrest Foundation, donde cantó y compartió con los niños, pacientes del hospital.

## Vida personal

### Relaciones
Cabello tuvo una relación con el coach de citas y escritor británico Matthew Hussey, a quien conoció en el set de The Today Show. Salieron juntos de febrero de 2018 a junio de 2019.
Comenzó a salir con el cantante canadiense Shawn Mendes en julio de 2019. La relación causó controversia, ya que ambos fueron acusados de intentar formar una relación por publicidad, pero Mendes insistió en que “definitivamente no era un truco publicitario”. La relación se confirmó después del lanzamiento de su canción «Señorita». En noviembre de 2021, Cabello y Mendes anunciaron su ruptura.
En agosto de 2022, Cabello comenzó a salir con Austin Kevitch, fundador de Lox Club, a quien conoció a través de su amigo en común Nicholas Galitzine, coprotagonista de Cabello en Cinderella. En febrero de 2023, se anunció que habían terminado su relación.
Desde noviembre de 2024, se le ha vinculado con Henry Junior Chalhoub, empresario multimillonario libanés, parte de la familia fundadora del Grupo Chalhoub, un minorista de moda de lujo. La relación se hizo pública después de que fueran vistos juntos en St. Barts, y más tarde se confirmó con fotos y videos de ambos disfrutando de tiempo juntos en la playa en Ibiza.

### Comentarios racistas
En diciembre de 2019, usuarios de Twitter republicaron memes racistas que Cabello había reblogueado en Tumblr cuando tenía 15 años. Cabello eliminó la cuenta y se disculpó, afirmando que era “poco educada e ignorante” cuando era más joven y que se sentía profundamente avergonzada de haber usado lenguaje “horrible y doloroso”. En marzo de 2021, Cabello dijo que había participado en sesiones semanales de sanación racial administradas por el grupo de equidad racial National Compadres Network.

## Discografía

### Como solista
- 2018: Camila
- 2019: Romance
- 2022: Familia
- 2024: C,XOXO

### Con Fifth Harmony
- 2013: Better Together
- 2013: Juntos
- 2015: Reflection
- 2016: 7/27

## Filmografía

### Televisión
| Año       | Título                                 | Papel      | Notas                                                |
| --------- | -------------------------------------- | ---------- | ---------------------------------------------------- |
| 2012-2013 | The X Factor U.S.                      | Ella misma | 22 episodios (2012), Invitada: 1 episodio (2013)     |
| 2014      | Faking It                              | Ella misma | Episodio: «The Ecstasy and the Agony»                |
| 2015      | Barbie: Life in the Dreamhouse         | Ella misma | Episodio: «Sisters' Fun Day»                         |
| 2016      | The Ride                               | Ella misma | Episodio: «Fifth Harmony»                            |
| 2016      | Derechos de inmigración                | Ella misma | Registro total en vivo MTV.                          |
| 2018      | Dancing on Ice                         | Ella misma | Invitada: Episodio 7 de la temporada 10.             |
| 2019      | Saturday Night Live                    | Ella misma | Invitada musical: Episodio 3 de la temporada 45      |
| 2020      | Saturday Night Takeaway                | Ella misma | Presentadora invitada: Episodio 1 de la temporada 16 |
| 2020      | iHeart Living Room Concert for America | Ella misma | Concierto especial                                   |
| 2020      | One World: Together at Home            | Ella misma | Especial de televisión                               |

### Cine
| Año  | Título     | Papel      | Notas                     |
| ---- | ---------- | ---------- | ------------------------- |
| 2021 | Cenicienta | Cenicienta | Película de Sony Pictures |

### Videos musicales
| Año  | Título           | Artista                | Notas      |
| ---- | ---------------- | ---------------------- | ---------- |
| 2018 | «Girls Like You» | Maroon 5 (ft. Cardi B) | Ella misma |

## Giras musicales
Con Fifth Harmony
Solista
| Como acto principal - 2018: Never Be the Same Tour - 2025: Yours, C Tour | Como acto de apertura - 2017: 24K Magic World Tour (Bruno Mars) (América del Norte) - 2018: Taylor Swift's Reputation Stadium Tour (Taylor Swift) - 2022: Music of the Spheres World Tour (Coldplay) |